# Клівленд (Юта)
Клівленд (англ. Cleveland) — місто (англ. town) в США, в окрузі Емері штату Юта. Населення — 497 осіб (2020).

## Географія
Клівленд розташований за координатами 39°20′58″ пн. ш. 110°51′20″ зх. д. / 39.34944° пн. ш. 110.85556° зх. д. (39.349414, -110.855543).  За даними Бюро перепису населення США в 2010 році місто мало площу 2,19 км², уся площа — суходіл.

## Демографія
Згідно з переписом 2010 року, у місті мешкали 464 особи в 171 домогосподарстві у складі 136 родин. Густота населення становила 212 осіб/км².  Було 184 помешкання (84/км²).
Расовий склад населення:
| - 99,6 % — білих - 0,2 % — корінних американців - 0,2 % — азіатів |

До двох чи більше рас належало 0,0 %. Частка іспаномовних становила 0,2 % від усіх жителів.
За віковим діапазоном населення розподілялося таким чином: 29,5 % — особи молодші 18 років, 53,5 % — особи у віці 18—64 років, 17,0 % — особи у віці 65 років та старші. Медіана віку мешканця становила 32,4 року. На 100 осіб жіночої статі у місті припадало 90,2 чоловіків;  на 100 жінок у віці від 18 років та старших — 92,4 чоловіків також старших 18 років.
Середній дохід на одне домашнє господарство  становив 64 701 долар США (медіана — 66 667), а середній дохід на одну сім'ю — 78 936 доларів (медіана — 77 917). За межею бідності перебувало 15,3 % осіб, у тому числі 19,4 % дітей у віці до 18 років та 25,9 % осіб у віці 65 років та старших.
Цивільне працевлаштоване населення становило 221 особа. Основні галузі зайнятості: освіта, охорона здоров'я та соціальна допомога — 27,1 %, сільське господарство, лісництво, риболовля — 14,0 %, транспорт — 12,7 %.